# Cryptopimpla sordida
Cryptopimpla sordida är en stekelart som först beskrevs av Hedwig 1932.  Cryptopimpla sordida ingår i släktet Cryptopimpla och familjen brokparasitsteklar. Inga underarter finns listade i Catalogue of Life.